# Cratere Birkeland
Birkeland è un cratere lunare di 81,64 km situato nella parte sud-occidentale della faccia nascosta della Luna.
Il cratere è dedicato al fisico norvegese Kristian Birkeland.

## Crateri correlati
Alcuni crateri minori situati in prossimità di Birkeland sono convenzionalmente identificati, sulle mappe lunari, attraverso una lettera associata al nome.
| Birkeland | Coordinate             | Diametro (in km) |
| --------- | ---------------------- | ---------------- |
| M         | 32°17′24″S 174°18′00″E | 24,61            |